# Plex
Plex是一套媒體播放器及媒體伺服器軟件，讓用戶整理在裝置上的有聲書、音樂、播客、圖片和影片檔案，以供串流至流動裝置、智能電視和電子媒體播放器上。Plex可用於Windows、Android、Linux、OS X和FreeBSD。另外，Plex亦讓用戶透過該平台觀看來自YouTube、Vimeo和TED等內容提供商的影片。Plex亦與Bitcasa、Box和Dropbox等雲端服務兼容。
用戶可透過Plex前端媒體播放器「Plex Media Player」管理及播放在一台運行「Plex Media Server」的遠端電腦上的多媒體檔案。另外，用戶可使用「Plex Online」服務以社群開發的插件收看Netflix、Hulu和CNN的影片。
Plex的媒體播放器本來是基於Kodi（當時名為「XBMC」）的源碼開發，在2008年5月21日分支。直至2015年10月，Plex使用的軟件才完全被專有軟件取代。Plex的伺服器軟件「Plex Media Server」是由專有軟件組成，與由自由軟件組成的Kodi不同。